# Phyllophaga vandykei
Phyllophaga vandykei är en skalbaggsart som beskrevs av Saylor 1935. Phyllophaga vandykei ingår i släktet Phyllophaga och familjen Melolonthidae. Inga underarter finns listade i Catalogue of Life.